# Lotagnostus
A Lotagnostus a háromkaréjú ősrákok (Trilobita) osztályának az Agnostida rendjébe, ezen belül az Agnostina alrendjébe és az Agnostidae családjába tartozó nem.

## Rendszerezés
A nembe az alábbi alnemek tartoznak:
- Lotagnostus (Distagnostus)
- Lotagnostus (Eolotagnostus)
- Lotagnostus (Lotagnostus)